# Sông Madre de Dios

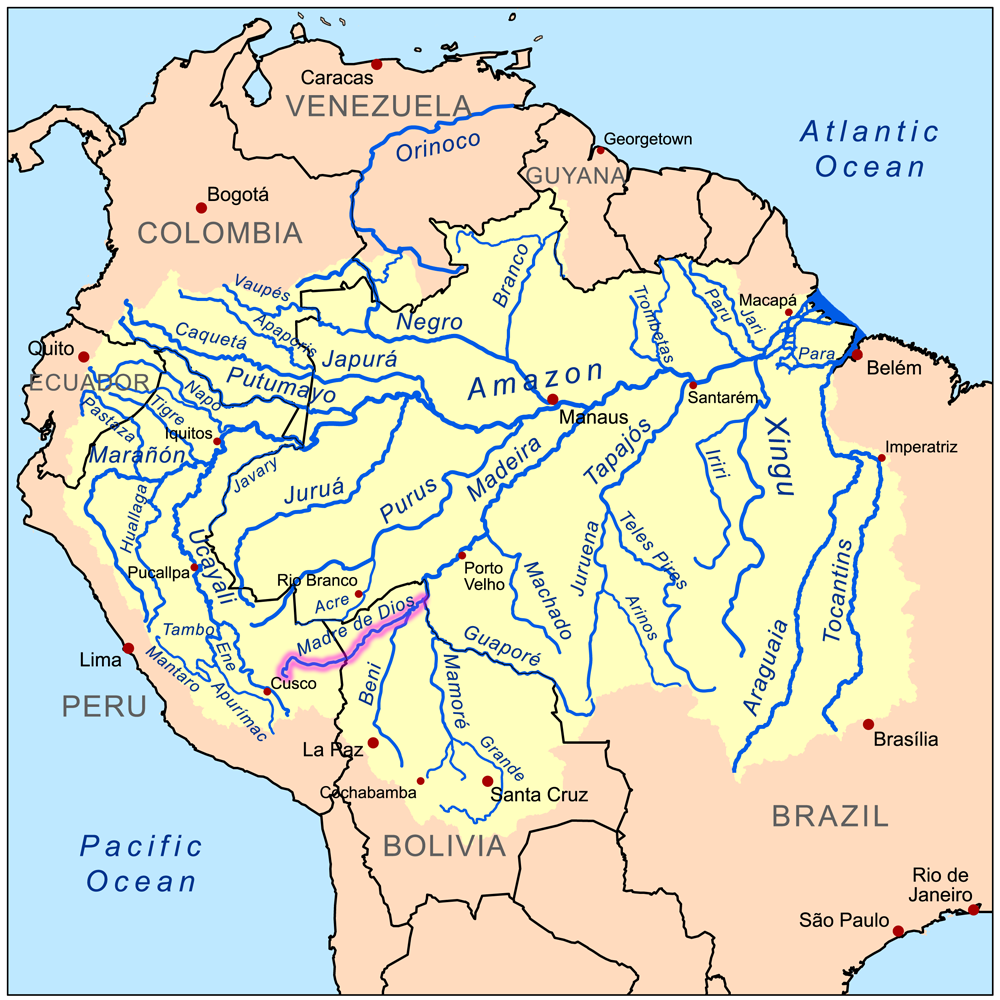
Bồn địa Amazon với sông Madre de Dios được tô đậm

Sông Madre de Dios, (Quechua Amarupa mayu) cùng tên với vùng Madre de Dios của Peru mà nó chảy qua, chảy vào sông Beni tại Bolivia, sau đó chảy theo hướng bắc sang Brasil, tại đây nó hợp dòng với sông Mamore để trở thành sông Madeira. Madeira là một chi lưu lớn nhất của sông Amazon.
Sông Madre de Dios là một tuyến đường thủy quan trọng của vùng Madre de Dios, chủ yếu là với Puerto Maldonado, đô thị lớn nhất và cũng là thủ phủ của vùng. Các nông trang trồng xoài và khai mỏ cùng nhiều cơ sở công nghiệp khác nằm bên bờ sông. Các ngành kinh tế quan trọng tại Madre de Dios là khai thác gỗ và canh tác, cả hai đều gây nên các vấn đề môi trường nghiêm trọng. Dọc chiều dài của sông có một số vườn và khu dực trữ quốc gia, đáng chú ý là vườn quốc gia Tambopata-Candamo, vườn quốc gia Manu (cũng là Khu dự trữ sinh quyển Manu) và vườn quốc gia Bahuaja-Sonene.

## Thủy văn
Madre de Dios là lưu vực sông lớn nhất trong khu vực, và là một phần của lưu vực sông Amazon. Các hi lưu chính của sông bao gồm Chivile, Xanh, Trắng, Inambari, Tambopata và sông Colorado.